# Мстислав (князь ободритів)
Мстислав (*'д/н —бл. 1019) — верховний князь ободритів у 995—1019 роках.

## Життєпис
Походив з династії Наконідів. Син Мстівоя II, верховного князя ободритів. Його матір'ю була сестра Ваго, єпископа Ольденбурга. Був спочатку хрещеним, але у 983 році перейшов у поганство. Ймовірно був досить молодим, коли у 986 році помер Мстівой II. Владу успадкував стрийко Мстислава — Мстідраг.
У 995 році після смерті Мстідрага стає новим верховним князем. Втім влада Мстислава опинилася суттєво обмеженою, при цьому посилилися самостійницькі тенденції серед племен Ободрицького союзу. Намагався продовжити політику свого батька та стрийка щодо посилення військової та економічної міці союзу. Цьому сприяла політика Оттона III, імператора Священної Римської імперії, який більше цікавився італійськими питаннями.
З імператором Генріхом II, що зійшов на трон у 1002 році, верховний князь Мстислав намагався дотримуватися мирних стосунків. При цьому відмовився підтримати походи Болеслава I Хороброго, князя Польщі. Разом з тим також 1003 року не надав військової допомоги лютичами у спільному з імператором поході проти Польщі.
Ймовірно відмова від активної зовнішньої політики була викликана внутрішніми складнощами Ободрицького союзу, де різні племена проводили власну політику. Напевне скориставшись цими складнощами імператорські війська зуміли змусити Мстислава визнати зверхність імператора Генріха II. Це відбулося до 1010 року.
У 1010 році погодився надати військову допомогу імператору, який збирався в черговий похід до Італії. Загони ободритів очолив молодший брат верховного князя Мстівой.
1018 року лютичі вдерлися до земель Ободрицького союзу на помсту Мстиславу, що не допоміг їм у 1017 році ніякої допомоги в спільному з імператором військовому поході проти Польщі. Невдовзі після цього Мстислав помер — близько 1019 року. Владу успадкував його син Пжибігнєв.